# 哥利亞遙控炸彈
哥利亞遙控炸彈（德語：Leichter Ladungsträger Goliath）(Sd.Kfz. 302/303a/303b)是二戰時德軍一種破壞用遙控炸彈。
此由德意志國防軍部署的履帶式遙控炸彈約4英呎長、2英呎寬、1英呎高，並攜帶了75到100公斤的高爆炸藥。哥利亞遙控炸彈本身擁有不少軍事用途，例如直接炸毀坦克、建築物、橋樑及打亂隊形密集的步兵。

## 發展及使用

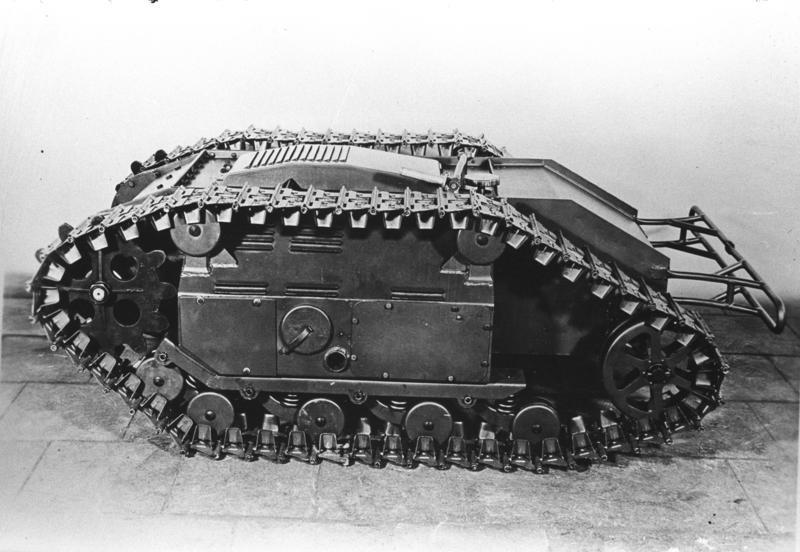
哥利亞遙控炸彈。

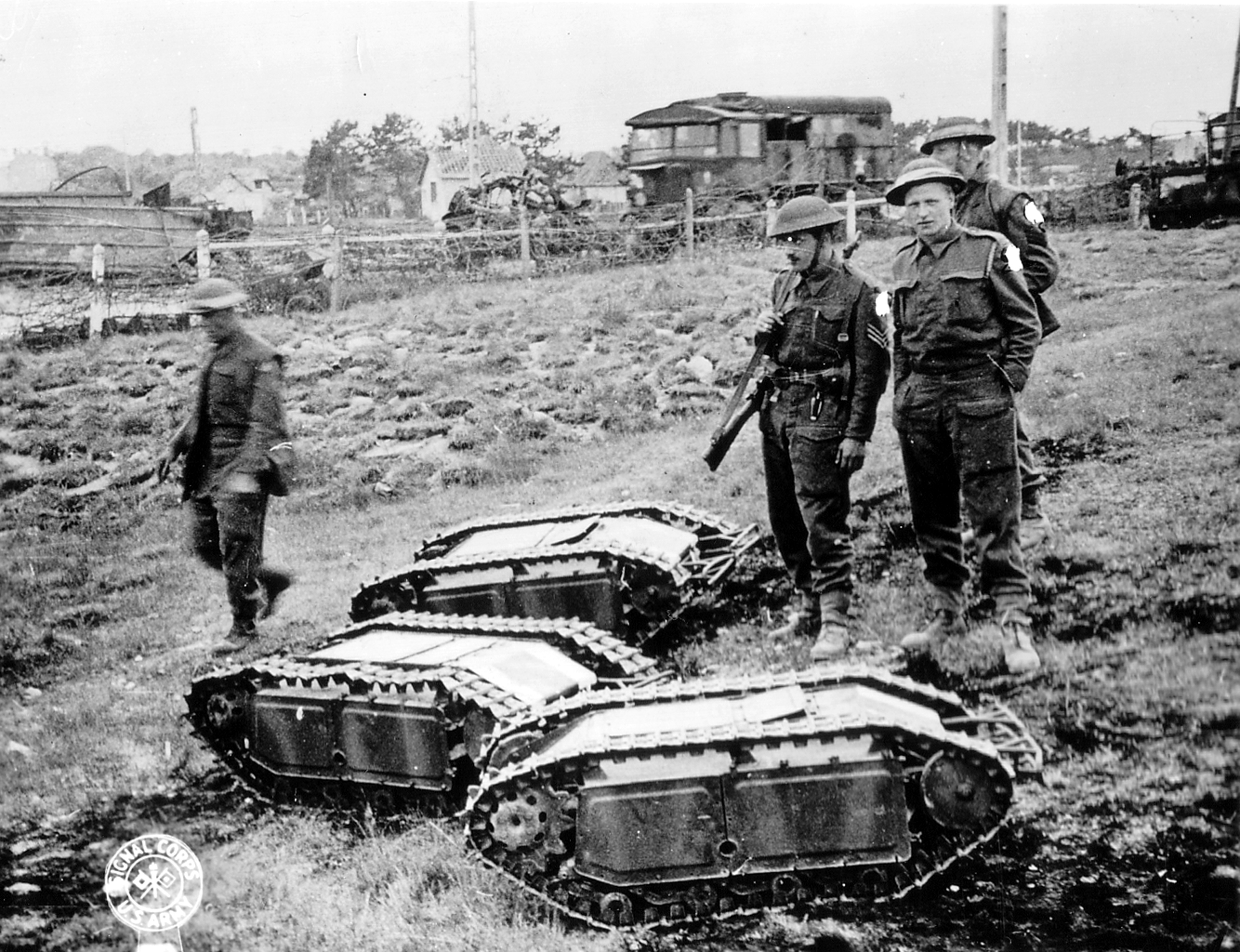
英軍捕獲的哥利亞。

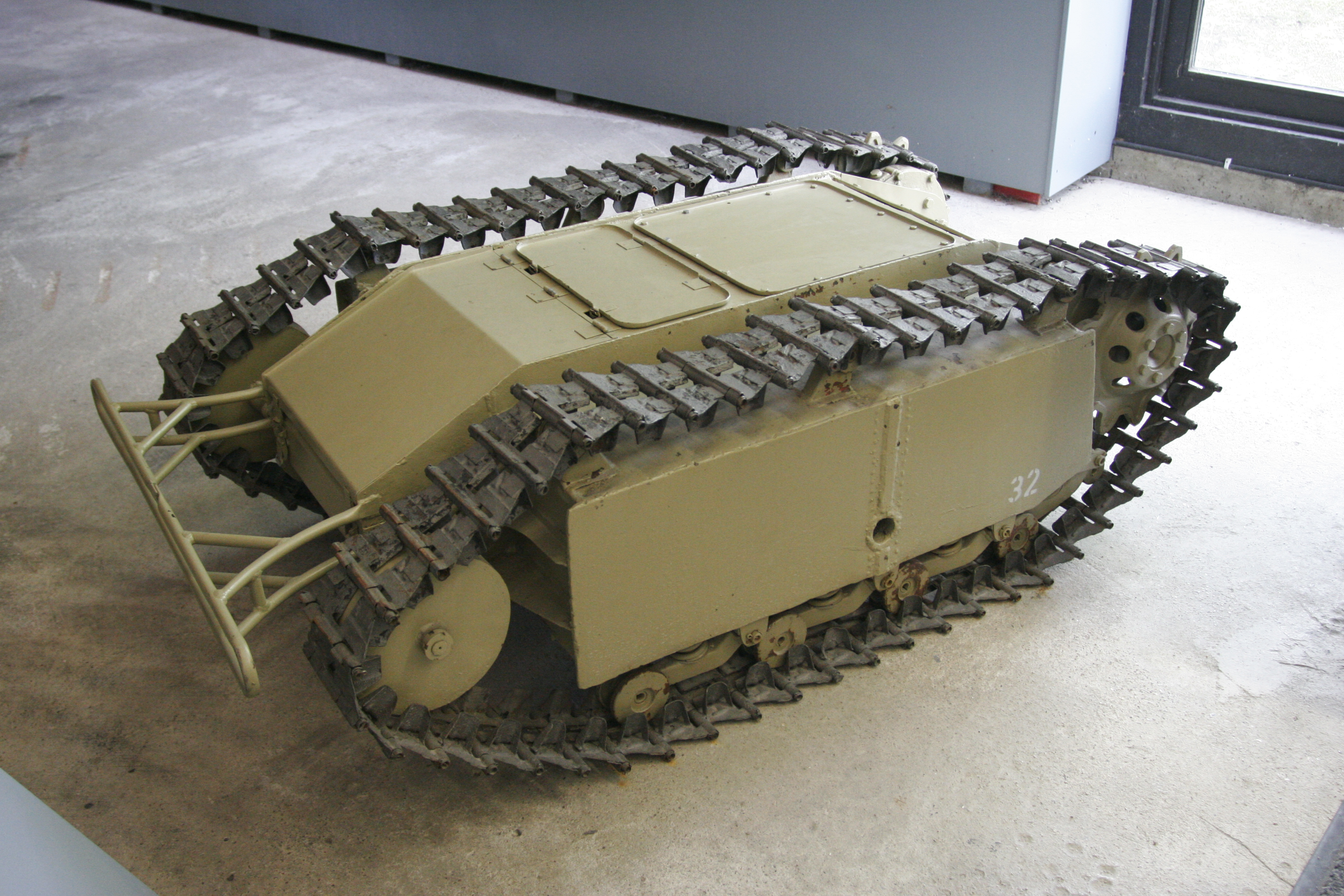
電力驅動型的哥利亞。

於1940年末，德軍成功複製了法國一款小型履帶式車輛，並指示一間汽車製造商研發一款與其類似，而至少可攜帶50公斤炸藥的車輛。最後的成果即是「302號特殊用車」（Sonderkraftfahrzeug 302，簡稱「SdKfz. 302」），亦名為「輕型炸藥運輸車」（Leichter Ladungsträger），或是直接通稱為「哥利亞」。哥利亞可攜帶約60公斤的炸藥。該車可由一個遙控操縱桿控制，並以三根電纜連接，兩條控制行駛、一條引爆，每條電纜皆長達630米。早期的哥利亞遙控炸彈由電動馬達驅動，但由於所有遙控炸彈都是一次性用品，其每個3000帝國馬克的造價和難以修復的特性，使其後來採用了結構更簡單、更為可靠的汽油發動機—「303號特殊用車」（SdKfz 303）。
1942年春季開始，哥利亞遙控炸彈於東西兩條戰線皆有使用。它們主要由專門的裝甲部隊和戰鬥工兵單位使用。1944年，哥利亞曾用於鎮壓華沙起義行動中，國防軍和武裝親衛隊一同打擊波蘭家鄉軍（Armia Krajowa）。由於波蘭當時只有少數的反坦克武器，蘇聯志願者經常獲指示於哥利亞到達目的地前切斷其長長的電纜（這是歌利亞的先天性缺陷）。少數的哥利亞也曾於諾曼第戰役中使用，雖然其中大部分皆因劇烈的轟炸切斷了電纜而失去作用。
雖然德軍共生產了7,564輛的哥利亞遙控炸彈，但其普遍被認為不是一個成功的武器，主要原因是其高製造成本、低速（僅稍微超過時速6英里，換算公里為9.5公里）、無法跨越11.4公分以上的路溝、脆弱的電纜和薄得無法抵抗反坦克武器的裝甲。但哥利亞亦有助二戰後遠程遙控車輛技術的進步。

## 倖存車輛
哥利亞遙控炸彈於德國坦克博物館、加拿大戰爭博物館等博物館中收藏。

## 外部連結
- Dutch Cavalry Museum（页面存档备份，存于） 收藏有一個哥利亞遙控炸彈。
- Relicnews.com 有一些額外的圖片。